# Franklin County Courthouse (Pennsylvania)
Das derzeitige Franklin County Courthouse in Chambersburg wurde 1865 erbaut und ist historisch das dritte Courthouse an dieser Stelle. Die Stelle, an der sich das Gebäude befindet, wurde durch das County 1785 von Colonel Benjamin Chambers gekauft.
Das derzeitige Gebäude ersetzte den Vorgängerbau, der am 30. Juli 1864 während des Sezessionskrieges durch Angehörige der Confederate States Army unter Brigadegeneral John A. McCausland niedergebrannt wurde. Chambersburg ist die größte Stadt in den Nordstaaten, die während des Bürgerkrieges niedergebrannt wurde.
McCausland handelte auf Befehl Generals Jubal A. Early. Early war Kommandeur über das Tal des Shenandoah Rivers, das durch Truppen der Unionsarmee umfassend verwüstet wurde und wollte Vergeltung am Norden üben. In seinen Augen verdiente Chambersburg diese Vergeltung, weil es mit John Brown sympathisierte, als dieser den Überfall auf Harpers Ferry vorbereitete. McCausland bot den Bürgern Chambersburgs die Möglichkeit, sich durch die Zahlung von 100.000 Dollar in Gold oder einer halben Million Dollar in Greenbacks freizukaufen. Als diese nicht zahlten, fuhr er mit der Zerstörung der Stadt fort, einschließlich des damaligen Courthouses, von dem nach dem Feuer nur einige Wände und Pfeiler übrig blieben.
Es gibt widersprüchliche Angaben über den Architekten des danach im Stil des Greek Revival erbauten Bauwerks; entweder wurde es durch S. Hutton alleine geplant oder das Projekt entstand unter Mitwirkung von J.A. Dempwolf. Der Bau wurde von Samuel Seibert überwacht. Das neue Bauwerk entstand um die restlichen Wände und Säulen des Vorgängerbaus herum. Es hat zwei Vollstockwerke und ein Halbgeschoss und ist aus Ziegeln gebaut. Es hat 54 Fenster, je zweiundzwanzig an den Seiten und jeweils fünf an der Vorderfassade und der Rückfront. Das Gebäude besitzt einen Uhrturm mit einer Kuppel, auf deren Spitze sich eine Statue von Benjamin Franklin befindet. Das Dach ist mit sechs symmetrisch angeordneten Kaminen versehen. 1902 wurde das Courthouse im selben Architekturstil erweitert.
Das Courthouse ist ein zum Chambersburg Historic District beitragender Bestandteil (contributing property). Es wurde 1974 in das National Register of Historic Places aufgenommen.